# Steatoda incomposita
Steatoda incomposita là một loài nhện trong họ Theridiidae.
Loài này thuộc chi Steatoda. Steatoda incomposita được J. Denis miêu tả năm 1957.